# Kornica-Kolonia
Kornica-Kolonia – kolonia w Polsce położona w województwie mazowieckim, w powiecie łosickim, w gminie Stara Kornica.
Wierni Kościoła rzymskokatolickiego należą do parafii Niepokalanego Poczęcia NMP w Starej Kornicy.
W latach 1975–1998 miejscowość administracyjnie należała do województwa bialskopodlaskiego.